# Pseudognathobotys
Pseudognathobotys is een geslacht van vlinders van de familie grasmotten (Crambidae).

## Soorten
- P. africalis Maes, 2001
- P. diffusalis Maes, 2001